# Zakład Doskonalenia Zawodowego w Katowicach
Zakład Doskonalenia Zawodowego w Katowicach – najstarsza firma oświaty zawodowej w województwie śląskim, z siedzibą w Katowicach przy ulicy Z. Krasińskiego 2. Funkcjonuje na obszarze województwa śląskiego oraz niektórych powiatów i gmin województw małopolskiego.

## Historia
Zakład rozpoczął funkcjonowanie 20 grudnia 1926 roku pod nazwą Śląski Instytut Rzemieślniczo-Przemysłowy. W pierwszym okresie Instytut koncentrował się na szkoleniu pracowników rzemiosła i fabryk dla nowo zyskanego dla Polski wschodniego Górnego Śląska i jego pracowniczej polonizacji. Po II wojnie światowej działalność instytucji oświatowej została rozszerzona na kolejne działy gospodarki: budownictwo, handel, przemysł, transport i usługi. Podczas poszerzania oferty, dochodziło do zmiany nazwy – najpierw na Zakład Doskonalenia Rzemiosła, a potem Zakład Doskonalenia Zawodowego. W latach 50. XX w. uruchomiono kształcenie praktyczne młodzieży i produkcję w warsztatach szkoleniowych. Na przełomie lat 50. i 60. XX w. zakład uruchomił pierwszą zasadniczą szkołę zawodową. W latach 70. XX w. nastąpił znaczący rozwój warsztatów szkoleniowych i szkół zawodowych, powstały także szkoły przysposabiające do zawodu. Lata dziewięćdziesiąte XX w. to przede wszystkim rozwój jakościowy kształcenia kursowego, początek rekwalifikacji bezrobotnych, a także dynamiczny rozwój kształcenia systemem szkolnym. Wiek XXI to okres szeregu wyzwań związanych z wprowadzanymi reformami edukacji, umiejętnego przystosowania do zmian w strukturze polskiego szkolnictwa oraz potrzeb społeczno-gospodarczych. Działania Zakładu w tym obszarze charakteryzowało tworzenie nowych typów szkół, wprowadzanie nowych kierunków kształcenia będących odpowiedzią na zapotrzebowanie rynku pracy. 

## Charakterystyka
Katowicki ZDZ jest instytucją rynku pracy i realizuje usługi w zakresie promocji zatrudnienia, łagodzenia skutków bezrobocia oraz aktywizacji zawodowej, obejmujące w pośrednictwo pracy, poradnictwo zawodowe i informację zawodową, pomoc w aktywnym poszukiwaniu pracy, organizację szkoleń oraz pomoc dla osób zagrożonych utratą pracy. Rocznie obejmuje swoją działalnością około 35 tys. osób. Należy do Związku Zakładów Doskonalenia Zawodowego.
Górnośląski oddział ZDZ swoim funkcjonowaniem obejmuje całą Polskę. Prowadzi działalność na obszarze województwa śląskiego oraz w wybranych powiatach województwa małopolskiego. Podstawowymi kierunkami działalności są:
- kształcenie w systemie kursowym,
- kształcenie w systemie szkolnym,
- pośrednictwo pracy,

- komisje egzaminacyjne,
- doradztwo.W budynku ZDZ Katowice funkcjonuje Technikum Lotnicze, które kształci w kierunkach: technik awionik ze specjalnością obsługi dronów, technik eksploatacji portów i terminali, technik eksploatacji portów i terminali w oddziale dwujęzycznym, technik informatyk z dodatkiem e-sport, technik lotniskowych służb operacyjnych ze specjalnością steward/stewardessa, technik robotyk[5].

## Skład Zarządu ZDZ Katowice (2023)
- Prezes Zarządu: Jacek Kwiatkowski,
- I Wiceprezes Zarządu: Halina Kasznia,
- Wiceprezes Zarządu:  dr Marcin Jakubowski,
- Członkowie Zarządu: Przemysław Drzazga, Marcin Macuda, Anna Przybył, Marcin Sygiet.

## Odznaczenia i wyróżnienia
- Statuetka "Tyski Lider Przedsiębiorczości" nagroda główna w kategorii "Usługa" za wysokiej klasy specjalistyczne usługi szkoleniowe (2019)[6],
- Statuetka „Perła Europy” za promowanie idei jedności europejskiej oraz wdrażanie innowacji i projektów unijnych podczas XXI Gali z okazji obchodów Święta Europy zorganizowane przez Regionalną Izbę Gospodarczą w Katowicach oraz Chorzowską Delegaturę RIG w Katowicach (2019)[7],
- Statuetka CZARNY DIAMENT za wybitne osiągnięcia w działalności gospodarczej. ZDZ Katowice  znalazł się wśród instytucji szczególnie zasłużonych dla Śląska, najbardziej innowacyjnych i docenianych ze względu na nowoczesność i wkład w życie przemysłowe całego regionu (2018)[8],
- Platynowy Laur Umiejętności i Kompetencji dla instytucji wspierającej rozwój gospodarki rynkowej i edukującej na potrzeby firm (2017)[9],
- Śląska Nagroda Jakości w kategorii instytucji edukacyjnych (2015)[10],
- Medal im. Stanisława Olszewskiego „Za osiągnięcia w rozwoju spawalnictwa” (2015),
- Odznaka Pamiątkowa Wojskowej Komendy Uzupełnień w Tychach za współpracę i działania na rzecz propagowania idei obronności wśród młodzieży (2012)[11],
- Tytuł „Lider instytucji otoczenia biznesu w woj. Śląskim”, przyznany przez Prezydium Regionalnej Izby Gospodarczej w uznaniu za szerzenie i rozwój przedsiębiorczości, wysokość jakość świadczonych usług dla przedsiębiorców oraz dostosowanie swojej oferty do potrzeb rynkowych (2010),
- WIELKA NAGRODA Z LAUREM Prezydenta Śląskiej Izby Budownictwa (2010)[12],
- "Firma z Jakością" NAGRODA SPECJALNA (2008)[13],
- Złota Odznaka Honorowa Za Zasługi Dla Województwa śląskiego za przyczynienie się do gospodarczego, kulturalnego i społecznego rozwoju województwa śląskiego (2003)[14],
- Odznaczenia za zasługi w rozwoju: województwa katowickiego (1976), częstochowskiego (1983), bielskiego (1984),
- Medal Komisji Edukacji Narodowej za szczególne zasługi dla oświaty i wychowania. (1973)[15].